# コンラッド・ホテル

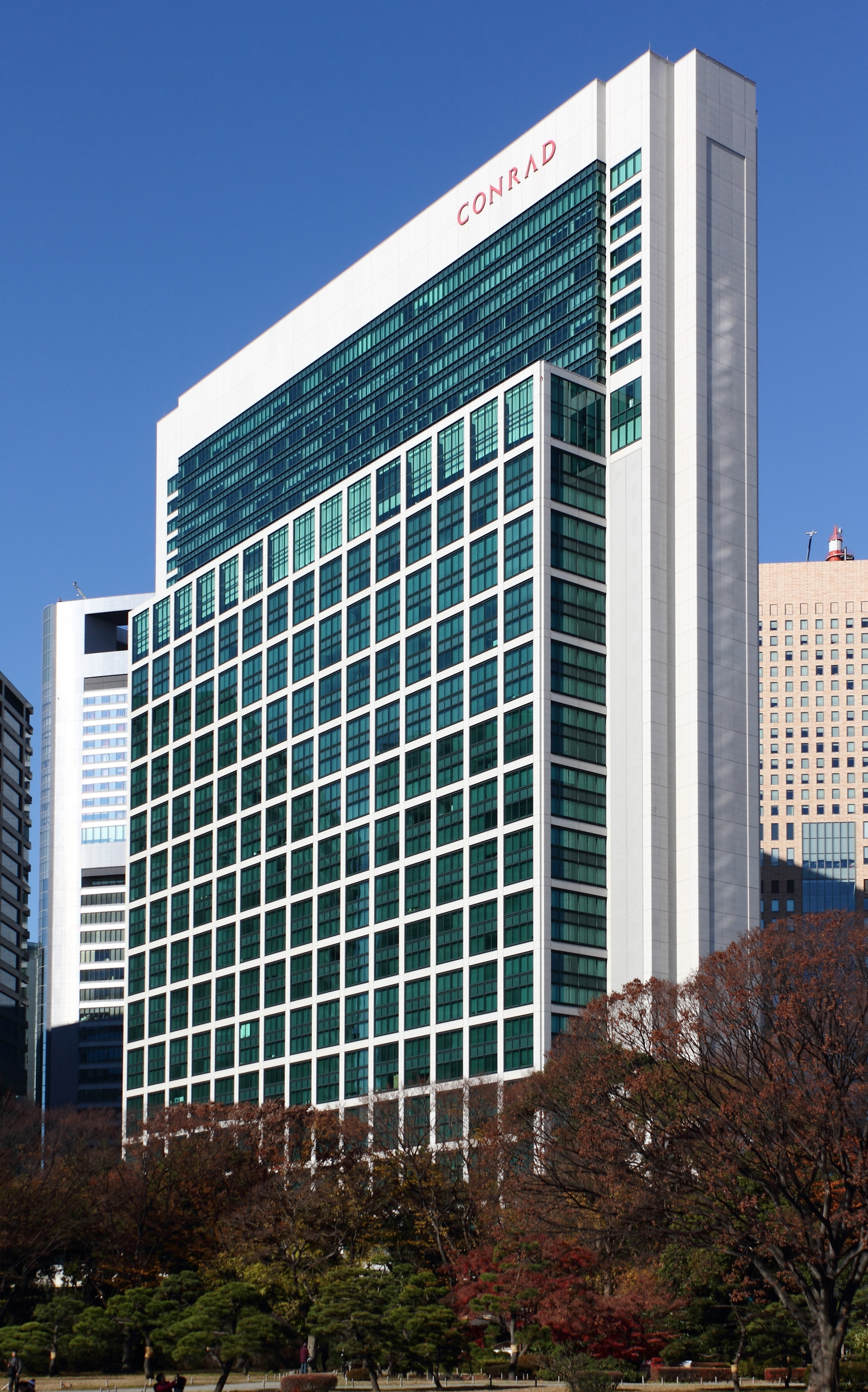
コンラッド東京 (東京汐留ビルディング 28-37階)

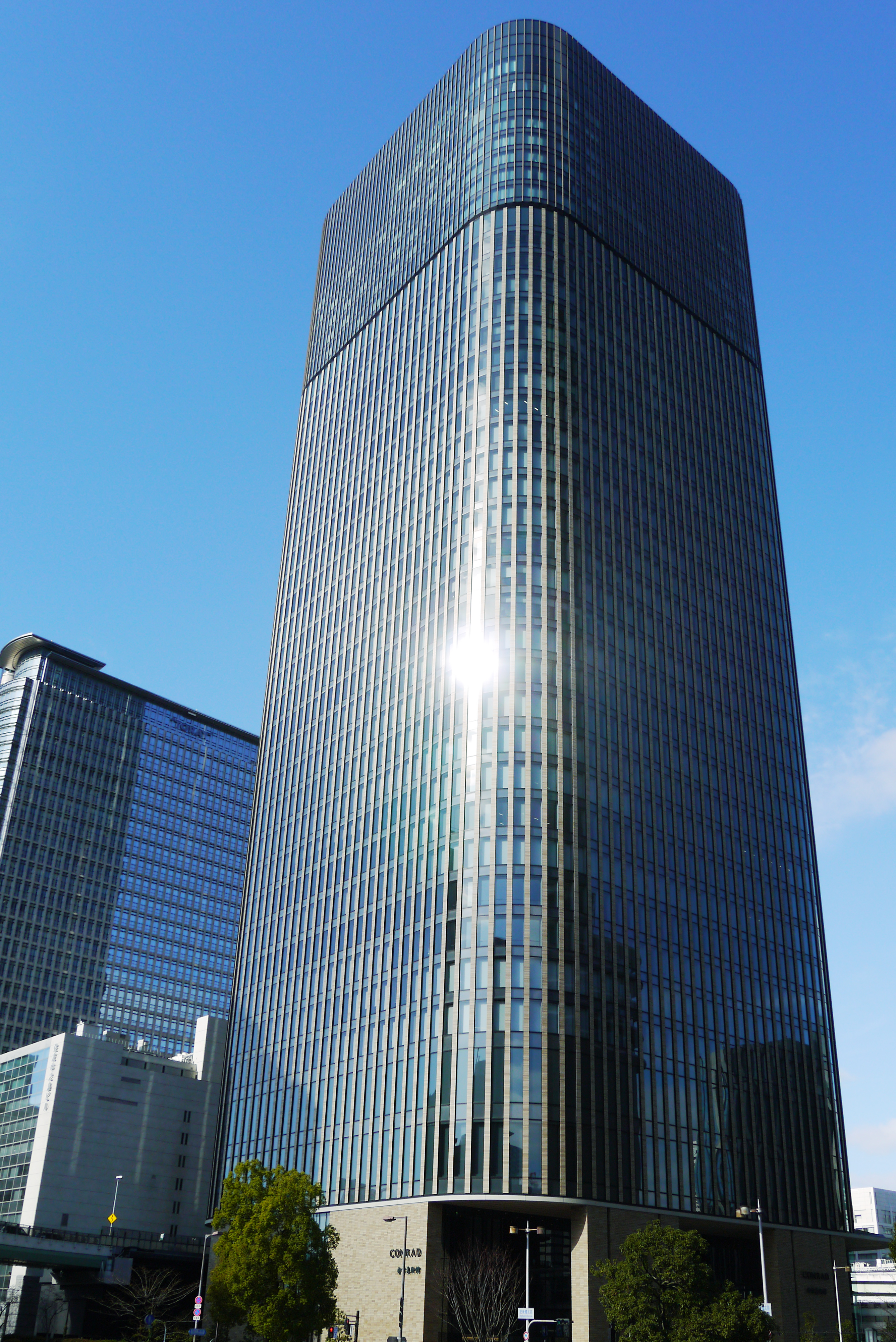
コンラッド大阪 (中之島フェスティバルタワー・ウエスト 33-40階)

コンラッド・ホテル (Conrad Hotels) は、ヒルトン・ホテル社 (Hilton Hotels Corporation) が世界的に展開している、同グループ内におけるホテルのブランドである。

## 沿革
1982年、米国外ヒルトンブランド使用権を持たないヒルトン・ホテル社がアメリカ国外での主要なビジネス都市や観光地、トップ・リゾート地において、ヒルトンホテル社における高級ホテル&リゾートのネットワークを広げることを目的として設立された。なお、「コンラッド」という名称はヒルトン・ホテル創業者コンラッド・ヒルトンのファースト・ネームより名付けられた。
1985年、オーストラリアのゴールドコーストに最初のコンラッドホテルを開業。この年以降、ヒルトンホテル社が（米国：ヒルトン、米国外：コンラッド）、ヒルトンインターナショナル社（Hilton Internatinal）が（米国：ビスタ、米国外：ヒルトン）のブランドで区別することになった。
1997年、ヒルトン・ホテル社とヒルトン・インターナショナル社を買収したヒルトン・グループ社（英国）が、ブランド使用権を共有し、共同でマーケティングを行う契約を結んだ。この時からブランドロゴ、ホテルプログラムの統一が行われた。
2000年、ヒルトン・グループ社と協同でコンラッド・ホテルをヒルトン・ホテルの最上位ブランドと位置づけた。このことによりベルギーのブリュッセルにコンラッドインターナショナル社が合弁企業として作られコンラッド・ホテルはコンラッド・インターナショナル社管理下となった。ウォルドルフ＝アストリア・ホテルは２つに分けられウォルドルフ＝アストリア・ホテルと高層階のウォルドルフ＝タワー・ホテルに分割された。下層階はヒルトン・ホテルに上層階はコンラッド・ホテルになった。
2006年、ヒルトン・ホテル社がヒルトン・インターナショナル社をヒルトングループ社から買収した。これに併せて「ウォルドルフ＝アストリア・コレクション」が最上位ブランドして発表された。ウォルドルフ＝タワー、ウォルドルフ＝アストリアともブランド移管が行われた。コンラッドインターナショナル社は解散。ブランド管轄、ホテル管轄体制が見直された。
現在は「ウォルドルフ=アストリア・コレクション」に次ぐ上級ブランドと位置づけられており、コンラッド・ホテル・アンド・リゾートとして他のヒルトン・ファミリー・ブランドと異なり本拠地アメリカ合衆国のカリフォルニア州ビバリーヒルズで管理せず、イギリスのロンドンで管理している。
2006年現在、オーストラリア、ベルギー、香港、エジプト、インドネシア、アイルランド、日本、シンガポール、タイ、トルコ、イギリス、アメリカ、ウルグアイなどで20拠点にホテルを展開している。

## 日本における展開

### 営業中のホテル
- コンラッド東京
- コンラッド大阪

#### 新規開業予定
- コンラッド名古屋（2026年開業）[2]
- コンラッド横浜（2027年開業）[3]